# Мулковский, Антоний
Адольф Антоний Мулковский (пол. Adolf Antoni Mułkowski; 22 ноября 1812, Бялачув ( ныне гмина Бялачув, Лодзинское воеводство, Польша) – 27 июля 1867, Краков) — польский филолог-классик, педагог и библиотекарь
, доктор наук

## Биография
Окончил школу и Краковский университет. Особенно его интересовали древние языки, греческий и латынь. В 1836 году получил докторскую степень за написанную на латыни работу о жизни и творчестве Ежи Либана, гуманиста эпохи Ренессанса.
11 июля 1845 г. стал членом-корреспондентом Краковского научного общества, а в начале 1848 г. — действительным членом .
С 1852 года работал в Библиотеке Ягеллонского университета, сначала доцентом (до 1858), а в 1859—1866 годах — хранителем. В 1866 году был назначен директором библиотеки университета в Кракове.
Был учеником Ежи Бандтки, сотрудничал с Ю. Мучковским.
Похоронен на Раковицком кладбище в Кракове.